# Буллок, Джимми
Джеймс Бу́ллок (англ. James Bullock; 25 марта 1902 — 9 марта 1977), также известный как Джи́мми Бу́ллок (англ. Jimmy Bullock) — английский футболист, нападающий.

## Футбольная карьера
Буллок родился в Гортоне, Манчестер и начал футбольную карьеру в местном клубе «Гортон». В марте 1922 года стал игроком «Манчестер Сити», однако не сумел пробиться в первую команду и феврале 1922 года покинул клуб, не сыграв за него ни одного матча. Он перешёл в клуб «Кру Александра» из Третьего северного дивизиона. Провёл в команде половину сезона, сыграв 4 матча и забив 1 мяч. По окончании сезона 1923/24 перешёл в клуб Второго дивизиона «Саутгемптон».
В «Саутгемптоне» Буллок не был игроком основного состава, участвуя в играх первой команды только в случае травм основных игроков, Билла Ролингза или Артура Домини. В три первых своих сезона в составе «святых» он провёл только 15 матчей в лиге, включая серию из 10 матчей подряд во второй половине сезона 1925/26, в которой он забил четыре мяча, включая «дубль» в ворота Дерби Каунти» 10 февраля 1926 года. В сезоне 1926/27 провёл 18 матчей и забил 8 мячей, с декабря 1927 года выступая на позиции центрфорвада. Несмотря на неплохую статистику, весь следующий сезоне 1928/29 Буллок провёл, выступая за резервную команду «Саутгемптона». Всего за время выступления за «святых» он забил 166 мячей в 208 матчах резервной команды клуба.
В июне 1929 года перешёл в клуб Третьего северного дивизиона «Честерфилд». Он стал основным центрфорвардом команды, забив 31 гол в 39 матчах в сезоне сезоне 1929/30. Сезон 1930/31 он начал в «Честерфилде», но в сентябре 1930 года подписал контракт с клубом Первого дивизиона «Манчестер Юнайтед» за 1250 фунтов стерлингов.
В составе «Манчестер Юнайтед» Буллок дебютировал 20 сентября 1930 года в матче Первого дивизиона против «Шеффилд Уэнсдей» на стадионе «Хиллсборо».. В том матче «Юнайтед» проиграл со счётом 0:3, причём «дубль» в ворота Альфа Стюарда забил новичок «Уэнсдей» Джек Болл, который всего несколько месяцев назад был игроком «Манчестер Юнайтед». Будучи центрфорвардом, Буллок смог отличиться за «Юнайтед» только в одном матче. Это произошло 8 ноября 1930 года, когда «Юнайтед» в гостях проиграл «Лестер Сити» со счётом 5:4, а Буллок сделал хет-трик. В сезоне 1930/31 «Юнайтед» занял последнее место в турнирной таблице Первого дивизиона и выбыл во Второй дивизион. После этого Буллок покинул команду.
С 1931 по 1932 Буллок выступал за ирландский «Дандолк». В сезоне 1932/33 выступал за валлийский клуб «Лланелли». Затем вернулся в Манчестер, где завершил карьеру в клубе «Хайд Юнайтед».
Умер в Стокпорте 9 марта 1977 года.

## Статистика выступлений
| Клуб              | Сезон            | Лига | Лига | Кубок | Кубок | Итого | Итого |
| Клуб              | Сезон            | Игры | Голы | Игры  | Голы  | Игры  | Голы  |
| ----------------- | ---------------- | ---- | ---- | ----- | ----- | ----- | ----- |
| Кру Александра    | 1923/24          | 4    | 1    | 0     | 0     | 4     | 1     |
| Кру Александра    | Итого            | 4    | 1    | 0     | 0     | 4     | 1     |
| Саутгемптон       | 1924/25          | 1    | 0    | 0     | 0     | 1     | 0     |
| Саутгемптон       | 1925/26          | 10   | 5    | 0     | 0     | 10    | 5     |
| Саутгемптон       | 1926/27          | 4    | 1    | 0     | 0     | 4     | 1     |
| Саутгемптон       | 1927/28          | 17   | 8    | 1     | 0     | 18    | 8     |
| Саутгемптон       | 1928/29          | 0    | 0    | 0     | 0     | 0     | 0     |
| Саутгемптон       | Итого            | 32   | 14   | 1     | 0     | 33    | 14    |
| Честерфилд        | 1929/30          | 39   | 31   | 5     | 1     | 44    | 32    |
| Честерфилд        | 1930/31          | 6    | 1    | 0     | 0     | 6     | 1     |
| Честерфилд        | Итого            | 45   | 32   | 5     | 1     | 50    | 33    |
| Манчестер Юнайтед | 1930/31          | 10   | 3    | 0     | 0     | 10    | 3     |
| Манчестер Юнайтед | Итого            | 10   | 3    | 0     | 0     | 10    | 3     |
| Всего за карьеру  | Всего за карьеру | 91   | 50   | 6     | 1     | 97    | 51    |